# Heliamphora neblinae
Heliamphora neblinae es una especie de Heliamphora endémica de Cerro de la Neblina, Cerro Aracamuni y Cerro Avispa en Venezuela.  Es una de las especies más variables en el género y una vez fue considerada como una variedad de H. tatei. No está claro si hay o no hay un consenso en cuanto a su status como especie, con al menos un par de investigadores apoyando la revisión taxonómica que elevaría tanto H. tatei var. neblinae y H. tatei f. macdonaldae a la condición de especie.
Las hojas jarras de H. neblinae son de las más grandes del género, en ocasiones de más de 50 cm.

## Subespecies
- Heliamphora neblinae var. parva Maguire (1978) [=H. parva][2]
- Heliamphora neblinae var. viridis Maguire (1978) [=H. parva][2]

## Taxonomía
Heliamphora neblinae fue descrita por Bassett Maguire y publicado en Memoirs of The New York Botanical Garden 29: 57, f. 54. 1978.